# فرودگاه باداخوس
فرودگاه باداخوس (به انگلیسی: Badajoz Airport) (به زبان بومی: Aeropuerto de Badajoz) یک فرودگاه نظامی و همگانی با کد یاتا BJZ است که یک باند فرود آسفالت دارد و طول باند آن ۲۸۵۲ متر است. این فرودگاه در شهر باداخوس کشور اسپانیا قرار دارد و در ارتفاع ۱۸۵ متری از سطح دریا واقع شده‌است.

## شرکت‌های هواپیمایی و مقصدهای پروازی
| شرکت‌های هواپیمایی                    | مقصدهای پروازی                                                 |
| ------------------------------------ | -------------------------------------------------------------- |
| ایر اروپا                            | فصلی: پالما د مایورکا                                          |
| شبه‌جزیره ایبری اجرا توسط ایر نوستروم | بارسلونا-ال پرات, مادرید-باراخاس فصلی: ایبیزا, پالما د مایورکا |